# Sphecodes candidus
Sphecodes candidus là một loài Hymenoptera trong họ Halictidae. Loài này được Meyer mô tả khoa học năm 1925.